# Cedusa drilda
Cedusa drilda är en insektsart som beskrevs av Kramer 1986. Cedusa drilda ingår i släktet Cedusa och familjen Derbidae. Inga underarter finns listade i Catalogue of Life.